# Edvard Moser
Edvard I. Moser (ur. 27 kwietnia 1962 w Ålesund) – norweski neurofizjolog, profesor Norweskiego Uniwersytetu Naukowo-Technicznego, laureat Nagrody Nobla w dziedzinie fizjologii lub medycyny w 2014 roku za odkrycie GPS mózgu.
Jest absolwentem studiów doktoranckich w zakresie neurofizjologii na Uniwersytecie w Oslo z 1995. Wspólnie z żoną May-Britt Moser był między innymi adiunktem na Uniwersytecie Edynburskim. Od 1996 pracuje na Norweskim Uniwersytecie Naukowo-Technicznym w Trondheim, gdzie od 1998 jest profesorem. W 2014 on, jego żona i John O’Keefe zostali uhonorowani Nagrodą Nobla w dziedzinie fizjologii lub medycyny za odkrycie grupy komórek nerwowych koordynującej układ odpowiedzialny za precyzyjną orientację w przestrzeni. May-Britt i Edvard Moserowie są piątym w historii małżeństwem, któremu przyznano Nagrodę Nobla.